# Prins Albert
Prins Albert este un oraș din provincia Wes-Kaap, Africa de Sud.